# Дружба (кинотеатр, Ижевск)
Кинотеатр «Дружба» (удм. «Эшъяськем» киноадӟытонни) — двухзальный кинотеатр в Ижевске, построенный по типовому советскому проекту Семёна Якшина (в некоторых источниках ошибочно указывается Сергей Якшин) в 1955 году в центральной части города на месте старого деревянного кинотеатра «Одеон». При реконструкции 2018—2020 годов здание старейшего на тот момент кинотеатра Ижевска было переоборудовано под офисный центр для IT-компаний.

## История
Ещё в конце XIX века на месте будущего кинотеатра «Дружба» располагался деревянный одноэтажный кинотеатр «Одеон», который некоторое время после Октябрьской революции был единственным на весь город. В 1955 году здесь было возведено новое, каменное здание кинотеатра «Дружба»; уже тогда он имел два зала, а своих первых посетителей принял 6 ноября 1955 года.

## Интересные факты
- Одна из остановок общественного транспорта на улице Советской до 2018 года носила название «Кинотеатр „Дружба“»[5].
- По тому же типовому проекту Семёна Якшина, что и кинотеатр «Дружба» в Ижевске, были построены в частности кинотеатры «Родина» в Уфе и Воронеже, «Ударник» в Волгограде, «Маяковский» в Омске, «Россия» в Кургане[6], «Украина» в Керчи и Новороссийске (ныне Городской Дворец культуры), кинотеатр в Елгаве (переоборудован под бизнес-центр).